# Tristan Dingomé
Tristan Dingomé, né le 17 février 1991 aux Ulis, est un footballeur français évoluant au poste de milieu relayeur.

## Biographie

### Formation et débuts professionnels à Monaco
Natif des Ulis comme Thierry Henry, Anthony Martial et Patrice Évra d'un père camerounais, Tristan Dingomé commence le football à l'âge de 8 ans. Repéré à 15 ans dans le club de Palaiseau, il signe à l'AS Monaco FC en 2006 et intègre alors le centre de formation monégasque. En France, ses clubs favoris sont le Paris Saint-Germain, l'AS Monaco car il est fan de Shabani Nonda et Liverpool à l'étranger.
Il signe son premier contrat pro d'un an fin 2010, prolongé au début de la saison suivante.
Le 17 octobre 2011, il fête sa première titularisation avec l'AS Monaco lors du déplacement perdu 4-0 à Guingamp, sous les ordres de Marco Simone. Il est alors âgé de 20 ans. Dès lors, il apparaît régulièrement dans le groupe et joue en tant que latéral gauche pendant les journées qui suivent. Lors de la réception du Mans FC au Stade Louis-II, il adresse sa première passe décisive à l'intention de Marama Vahirua qui égalise pour les Monégasques en fin de match (2-2). Puis il marque son premier but avec les pros contre Alès en Coupe de France à l'occasion d'une victoire 5-0. 
Il connaît sa première victoire avec l'équipe première face au FC Istres avec un score de 0-1. Son premier but en championnat de Ligue 2 intervient lors de la victoire à Amiens (1-2) la journée suivante. Il se signale jusqu'à la fin de la saison en adressant de nombreuses passes décisives, notamment pour Ibrahima Touré contre l'EA Guingamp (1-0), puis contre Le Havre, à Boulogne-Sur-Mer (1-2), à Sedan d'une subtile talonnade et pour Valère Germain contre le RC Lens (2-2), et enfin contre le Stade Lavallois. Il prolonge son contrat de 3 ans avec les Rouge et Blanc le 27 mars 2012 jusqu'en juin 2015.
Sa préparation pour la saison 2012-2013 est hachée par les blessures. Néanmoins, il commence la saison par le premier tour de la Coupe de la Ligue remporté aux tirs au but à Nîmes. Il gagne ensuite progressivement du temps de jeu comme contre Arles-Avignon en championnat et Niort en Coupe de la Ligue, rencontres qu'il débute. Il adresse même sa première passe décisive à Jakob Poulsen à Niort pour le deuxième but monégasque (1-2). Lors de la 14e journée, il adresse une passe décisive contre l'AJ Auxerre à l'attention d'Ibrahima Touré d'une remarquable madjer de son pied gauche. Claudio Ranieri dit même de lui qu'il est un « phénomène du football ». En 32es de finale de la Coupe de France contre Bourg-Péronnas, il écope d'un carton rouge pour un tacle par derrière (son premier avec les professionnels) et par la suite, d'une sévère suspension de quatre matches.
Ensuite, il retrouve les terrains et enchaîne dix rencontres de championnat de la 21e à la 30e journée signant notamment une nouvelle passe décisive pour Nabil Dirar contre Angers. Après la rencontre face à Nantes, il se blesse et ne foule pas les terrains jusqu'à la fin de saison. Il fête néanmoins avec ses coéquipiers le titre de champion de Ligue 2, le premier de l'histoire du club lors de l'avant-dernière journée devant les supporters monégasques sur la pelouse du Stade Louis-II.

#### La parenthèse havraise
Mais face à une forte concurrence, il quitte la Principauté le 2 août 2013 pour un prêt d'une saison au Havre AC après avoir prolongé son contrat d'un an avec son club formateur. Il obtient un temps de jeu conséquent et est titulaire régulier au sein de l'équipe d'Erick Mombaerts pendant la première partie de la saison.

### Nouvelle aventure en Belgique
À la suite de l'établissement d'un partenariat entre l'AS Monaco et l'AC Arles-Avignon, il est libéré pour rejoindre gratuitement la formation provençale début juillet 2014 et retourne donc en Ligue 2 en compagnie de ses coéquipiers Axel Maraval et Dominique Pandor. Malgré tout, alors qu'il devait arriver à Arles-Avignon, il semble avoir changé ses plans pour rejoindre la Belgique. Le lendemain, la rumeur est confirmée avec la signature du joueur au Royal Mouscron-Peruwelz. Le 26 octobre, lors du match nul de son équipe contre Lokeren, il offre le match nul à Mouscron à un quart de la fin d'une belle frappe enroulée du gauche (2-2). Il s'agit là de son troisième but en carrière.

### Le retour en France à Troyes
Le 1er juillet 2016 il quitte la Belgique et signe à Troyes club de Ligue 2 tout juste relégué de Ligue 1 pour deux saisons. Il débute les premiers matchs de la saison au poste de milieu offensif gauche. Rapidement son entraîneur Jean-Louis Garcia le repositionne en tant que milieu relayeur et il sera l'un des moteurs du jeu troyen. Il manquera quelques matchs pour cause de blessure en fin de première partie de saison. Son absence se fera ressentir et les résultats seront moins bons en son absence. A l'image de son équipe de l'ESTAC Troyes, il effectuera une seconde partie de saison de très bonne qualité et il permettra à son club de retrouver l'élite en fin de saison.
Tristan Dingomé lors de la saison de Ligue 1 2017-2018 confirma ses très bonnes prestations à l'étage supérieur et se fit rapidement remarquer. Son importance dans le jeu troyen fut capitale. Malheureusement il se blessa gravement (rupture des ligaments croisés) fin novembre lors d'un match contre le SCO Angers et à cause de cette blessure il ne rejouera plus de la saison. Arrivant en fin de contrat en fin de saison, malgré sa blessure le club décide de le prolonger de deux saisons en janvier. Malgré cette prolongation de contrat, à la suite de la descente de l'ESTAC en Ligue 2 il rejoindra le rival du Stade de Reims promu en Ligue 1.
| Saison                | Club                    | Championnat           | Championnat | Championnat | Coupe nationale | Coupe nationale | Coupe de la Ligue | Coupe de la Ligue | Total | Total |
| Saison                | Club                    | Division              | M.          | B.          | M.              | B.              | M.                | B.                | M.    | B.    |
| 2011-2012             | AS Monaco               | Ligue 2               | 24          | 1           | 3               | 1               | 0                 | 0                 | 27    | 2     |
| 2012-2013             | AS Monaco               | Ligue 2               | 16          | 0           | 2               | 0               | 3                 | 0                 | 21    | 0     |
| Sous-total            | Sous-total              | Sous-total            | 40          | 1           | 5               | 1               | 3                 | 0                 | 48    | 2     |
| 2013-2014             | Le Havre AC (prêt)      | Ligue 2               | 31          | 0           | 1               | 0               | 1                 | 0                 | 33    | 0     |
| Sous-total            | Sous-total              | Sous-total            | 31          | 0           | 1               | 0               | 1                 | 0                 | 33    | 0     |
| 2014-2015             | Royal Mouscron-Peruwelz | Jupiler League        | 28+4        | 2+0         | 1               | 0               | -                 | -                 | 33    | 2     |
| 2014-2015             | Royal Mouscron-Peruwelz | Jupiler League        | 16+2        | 1+0         | 2               | 0               | -                 | -                 | 20    | 1     |
| Sous-total            | Sous-total              | Sous-total            | 50          | 3           | 3               | 0               | 0                 | 0                 | 53    | 3     |
| 2016-2017             | ESTAC Troyes            | Ligue 2               | 31          | 4           | 3               | 0               | 1                 | 0                 | 35    | 4     |
| 2017-2018             | ESTAC Troyes            | Ligue 1               | 14          | 1           | 0               | 0               | -                 | -                 | 14    | 1     |
| Sous-total            | Sous-total              | Sous-total            | 45          | 5           | 3               | 0               | 1                 | 0                 | 49    | 5     |
| 2018-2019             | Stade de Reims          | Ligue 1               | 7           | 1           | 2               | 0               | 1                 | 0                 | 10    | 1     |
| Sous-total            | Sous-total              | Sous-total            | 7           | 1           | 2               | 0               | 1                 | 0                 | 10    | 1     |
| Total sur la carrière | Total sur la carrière   | Total sur la carrière | 173         | 10          | 14              | 1               | 6                 | 0                 | 193   | 11    |

## Palmarès
Tristan Dingomé est Champion de France de Ligue 2 en 2013 avec l'AS Monaco.